# Castravete murat
Această legumă poate face parte din categoria murături. Acestea conțin o doză bună de vitamine și nutrienți benefică pentru corpul uman, mai ales dacă acestea sunt consumate în timpul iernii când organismul are cea mai mare nevoie de ea. 

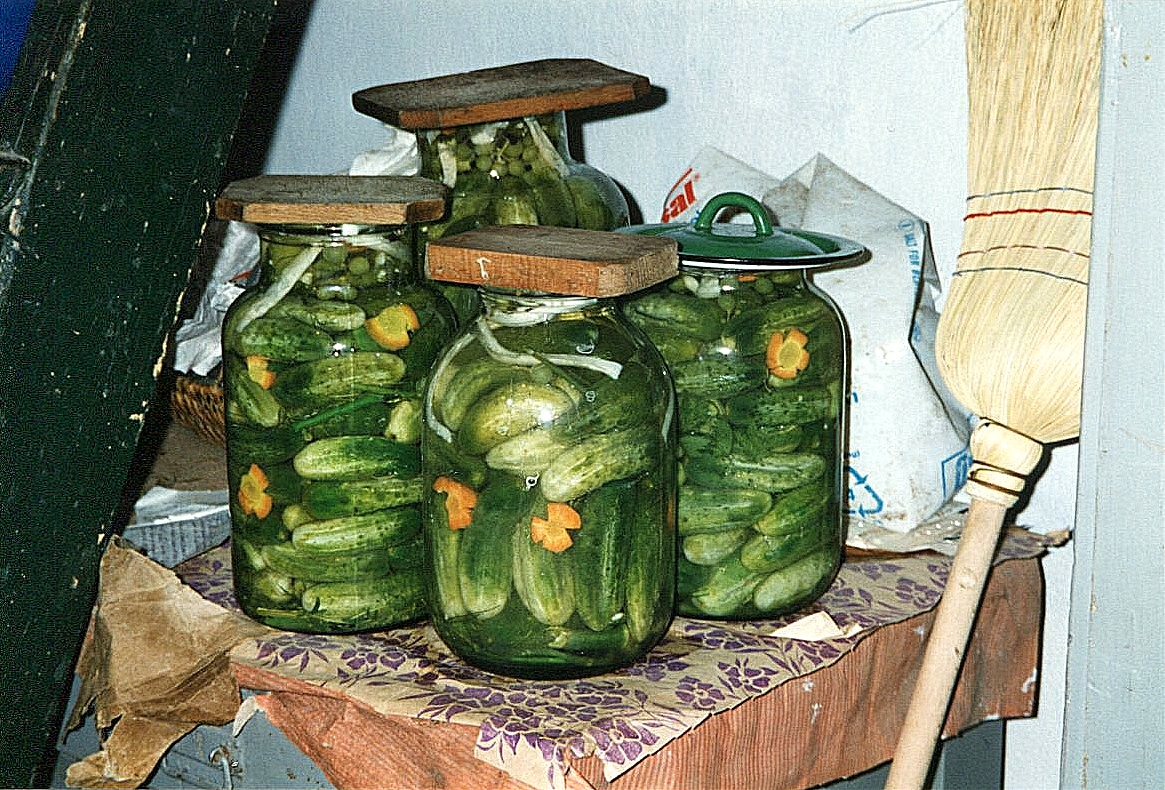

Murăturile sunt un asortiment de legume și fructe care sunt murate cu ajutorul sării, a oțetului și a altor condimente, iar pe lângă castravetele murat mai pot fi puse la murat și roșii verzi, pepene, ceapă, morcovi, varză, ardei, ciuperci și multe altele.